# Grand Prix (film)
Grand Prix – amerykański sportowy dramat filmowy z 1966 w reżyserii Johna Frankenheimera, będący fikcyjną wersją sezonu 1966 Formuły 1. Zdjęcia kręcono m.in. w Monako, Spa i Clermont-Ferrand. 
W filmie zagrał zielono-srebrny bolid McLaren M2B (pierwszy bolid zespołu McLaren), który na potrzeby Grand Prix przemalowano na biało, z zielonymi paskami – w barwy fikcyjnego japońskiego zespołu „Yamura”. Konsultantem technicznym przy produkcji filmu był amerykański kierowca wyścigowy Bob Bondurant.
Grand Prix podczas 39. ceremonii wręczenia Oscarów, która odbyła się 10 kwietnia 1967 w Santa Monica Civic Auditorium w Santa Monica otrzymało trzy statuetki w kategoriach: dźwięk, montaż, montaż dźwięku.

## Fabuła
Dwaj kierowcy Formuły 1 zmagają się z różnymi przeciwnościami. Amerykanin Pete Aron musi opuścić zespół, zaś Brytyjczyk Scott Stoddard leczy rany po ciężkim wypadku na torze. 

## Obsada
- James Garner jako Pete Aron
- Eva Marie Saint jako Louise Frederickson
- Yves Montand jako Jean-Pierre Sarti
- Toshirō Mifune jako Izo Yamura
- Brian Bedford jako Scott Stoddard
- Jessica Walter jako Pat Stoddard
- Antonio Sabàto jako Nino Barlini
- Françoise Hardy jako Lisa
- Adolfo Celi jako Agostini Manetta
- Claude Dauphin jako Hugo Simon
- Enzo Fiermonte jako Guido
- Geneviève Page jako Monique Delvaux-Sarti
- Jack Watson jako Jeff Jordan
- Donald O’Brien jako Wallace Bennett